# Марози
Марози, или пятнистый лев, — предположительно, существующий или существовавший, но вымерший к настоящему времени подвид льва, обитавший в Африке, также иногда описываемый как теоретически возможный естественный гибрид льва и леопарда (леопон, все известные особи рождены в неволе). Размерами близок к леопарду, на теле имеет пятна и малозаметную гриву. По сообщениям, обитал в горах, а не в саванне, в отличие от «обычного» льва.
Один из трупов животных, убитых Трентом, оказался практически не повреждён и был сохранён до настоящего времени. Криптозоолог Бернар Эйвельманс в 1955 году предложил признать существование подвида под именем Leo maculatus, но это не было сделано.

## Открытие
В 1931 году кенийский фермер Майкл Трент в горах Абердэр на высоте 3000 м застрелил двух необычных львов. Они имели странный вид, похожий на леопарда, но не были леопардами. Тогда же появилось первое описание внешнего вида марози, в том числе упоминание о пятнах на его теле. Это первый документированный отчёт о встрече европейца с этим существом, хотя сами по себе рассказы о подобных встречах имели место как минимум с 1904 года.
Два года спустя, в 1933 году, исследователь Кеннет Гандар-Довер отправился в горы, чтобы найти и убить там несколько экземпляров этого существа. Вернулся он с пустыми руками, найдя лишь три цепочки необычных следов. Впоследствии он узнал, что такого «необычного льва» часто видят жители Эфиопии, Руанды и Уганды. Городское население даже назвало их по-своему: в Эфиопии — «abasambo», в Руанде — «ikimizi» и «ntararago» — в Уганде. Капитаном охраны природы Дентом в горах Абердэр было замечено четыре подобных льва на высоте 3 тысяч метров. Гамильтон-Сноубол видел пару подобных львов на плато Кинангоп на высоте 3500 м. Он попытался застрелить их, но они якобы сумели уйти.

## Возможные объяснения
1. Марози — это на самом деле естественный гибрид леопарда и льва. Создание такого гибрида в условиях неволи действительно возможно, пусть и в редких случаях, причём внешний вид полученных гибридов очень похож на описания марози. Однако нет ни одного известного случая рождения подобных гибридов в дикой природе, где лев и леопард ведут разный образ жизни и являются естественными врагами.
2. Марози — это лев с генетическим отклонением (например, с не исчезнувшими с детства пятнами). Генетические мутации у кошачьих, являющиеся результатом действия рецессивных генов в результате инбридинга — скрещивания близкородственных особей, — не редкость: достаточно вспомнить пантеру (чёрного леопарда), белых тигров, белых львов, «королевских гепардов» и так далее. Генетическая мутация теоретически вполне могла привести к тому, что пятна, имеющиеся на шкуре львят, у отдельных львов сохранялись до подросткового или даже взрослого возраста. Однако данная теория не объясняет размеры марози, существенно меньшие, чем у льва, и тот факт, что он, по сообщениям очевидцев, обитает в высокогорной лесистой местности, а не в саванне, в отличие от «обычного» льва. Примечательно также, что область Абердэр известна как место обитания множества эндемичных видов и подвидов.
3. Марози — «полувзрослый» лев. По этой — наиболее «реалистичной» теории, небольшой размер, не очень длинная грива и пятна на теле могут означать просто очень молодого льва, почему-то изгнанного из своего прайда. Однако если верить описанию, то марози по своему внешнему виду всё же не слишком похож на молодого льва. Кроме того, неизвестны причины, заставившие такого изгнанника поселиться в горах, а не в саванне.
4. Марози является доисторическим львом, которому удалось дожить до XX века. Теория относится к разряду сугубо криптозоологических.
5. Марози является новым таксоном — ещё не открытым видом или подвидом льва. Ответ на вопрос о том, так это или нет, может дать только изучение ДНК образцов кожи с застреленного Трентом животного, но по какой-то причине оно не проведено до сих пор.

## Описание
Изучение трупа зверя, застреленного Трентом, проводилось до 1937 года включительно. В настоящее время отдельные части образца хранятся в Музее естественной истории в Лондоне. Физические характеристики животного следующие:
1. Длина тела — 1,6 м (без хвоста).
2. Длина хвоста — 84 см.
3. От головы до хвоста, таким образом, — 2,44 м.
4. Длина волос гривы — максимум 12 см.
5. Диаметр самых больших пятен: 85 на 45 или 65 на 65 мм.

Пол животного мужской. Предположительный возраст на момент смерти — 3 года (и около 1 года до наступления полной зрелости). Пятна хаотично расположены на боках, плечах и бёдрах; на позвоночнике отсутствуют, на ногах и брюхе — напротив, весьма крупные. Окраска боков серовато-коричневая, центр туловища более тёмный. Низ живота — более бледного, землистого цвета. На задних ногах меньше кровяных выделений, чем на передних.
Кроме того, в распоряжении учёных имеется или имелся череп, который не имеет отношения к «трофею» Трента, но который, предположительно, также принадлежит марози. Нижняя его челюсть отсутствует, но зубы верхней сохранены все до одного. Пол животного неизвестен. Однако точно известно, что этот череп не принадлежит взрослому животному, так как роднички на нём не закрыты.

## Исчезновение
Никаких новых сообщений о марози в Восточной Африке не появились с 1930-х годов, и считается, что лев, даже если существовал, давно вымер. Однако некоторые исследователи до сих пор ведут его поиски на территории Африки, так как из ряда других регионов такие сообщения будто бы продолжают поступать. Наука никогда не признавала существование марози безусловно доказанным.